# Dinko Šokčević
Dinko Šokčević (mađ. Sokcsevits Dénes, Baja, 1960.) hrvatski je povjesničar i kroatist iz Mađarske.

## Životopis

### Mladost i obrazovanje
Šokčević se rodio u Baji 1960. godine. Školovao se u Budimpešti. Studirao je u Jugoslaviji kao stipendist temeljem međudržavnog ugovora Mađarske i Jugoslavije. Prvo je studirao u Novom Sadu jugoslavenske jezike i književnosti, a 1981. godine otišao je u Zagreb studirati povijest umjetnosti i arheologiju na Filozofskom fakultetu. Diplomirao je u Zagrebu 1987. godine.

### Znanstveni rad
Godine 1990. zaposlio se kao novinar u Hrvatskom glasniku, tjedniku Hrvata u Mađarskoj. Iste godine počeo je raditi na Filozofskom fakultetu Sveučilišta Janus Panonius u Pečuhu. Kao gost-predavač predavao je povijest Balkana u okviru odsjeka za povijest. Iduće godine stekao je status asistenta na katedri za hrvatski jezik i knjževnost, gdje i danas predaje kolegije iz povijesti i kulturne povijesti Hrvata. Na katedri za povijest predaje povijest i kulturnu povijest Balkana. Danas je sveučilišni docent, pročelnik odsjeka za kroatistiku i ravnatelj Instituta za slavistiku na Sveučilištu u Pečuhu (od 2008. godine).
Na svom sveučilištu je 1999. doktorirao povijesne znanosti na temu Slika Mađara kod Hrvata u razdoblju od 1861. do 1918. godine.
Suradnik je Znanstvenog zavoda Hrvata u Mađarskoj i vanjski suradnik Hrvatskog instituta za povijest u Zagrebu i Instituta za povijest Mađarske akademije znanosti u Budimpešti. Od osnutka 2014. godine voditelj je Mađarskog instituta u Zagrebu.

## Djela
Djela piše na hrvatskom i mađarskom jeziku. Tematski se bavi bunjevačkim Hrvatima u Bačkoj i rodnom mu gradu Baji te hrvatsko-mađarskim odnosima u 19. i 20. stoljeću.
Nepotpuna bibliografija:
Autorske knjige:
- Povijest naših južnih susjeda (Déli szomszédaink története, 1993., suautor) [3]
- Južnoslavenski ratovi (A délszláv háború, 1997.), udžbenik[4]
- Mediji Hrvata u Mađarskoj (2001., suautor)[5]
- Životni stil mladih Hrvata u Mađarskoj (Magyarországi horvát fiatalok életmódja, 2002., suautor)[6]
- Mađarska prošlost hrvatskim očima (Magyar múlt horvát szemmel, 2004.)[7]
- Hrvati u očima Mađara, Mađari u očima Hrvata (2006.)[8]
- Hrvatska između srednje Europe i Balkana (Horvátország Közép-Európa és a Balkán közt 2007.)[9]
- Hrvatska od stoljeća 7. do danas (Horvátország a 7. századtól napjainkig, 2011.)[10]

Studije i članci
- Crkvena unija kao preduvjet nacionalnog ujedinjenja Hrvata i Srba u djelima biskupa Ivana Antunovića (na III. kongresu hrvatskih povjesničara, 2008.)
- Povijest Hrvata u Mađarskoj
- [neaktivna poveznica], Kolo 3/2002.

Uredničke knjige:
- Osvajanje kazališta : 10 godina Hrvatskog kazališta u Pečuhu[11]

## Vanjske poveznice
Ostali projekti
|  | Wikizvor ima izvorni tekst Životopisi nastavnika angažiranih na Hrvatskim studijima#Dinko Šokčević |

Mrežna mjesta
- Doktorsko vijeće (mađ.)